# Ormisda I
Ormisda I o, nella versione estesa, Hormizd-Ardashir, conosciuto anche come Hormizd I (in medio persiano 𐭠𐭥𐭧𐭥𐭬𐭦𐭣) (... – giugno 271), è stato re dei re (Shahanshah) dell'impero sasanide dal maggio 270 al giugno 271.
Terzogenito di Sapore I (regnante dal 240 al 270), sotto il quale fu governatore dell'Armenia, prese in quel frangente parte alle guerre combattute da suo padre contro l'impero romano. La breve parentesi di Ormisda I come sovrano della Persia fu caratterizzata in gran parte dall'assenza di eventi di rilievo. Egli costruì la città di Hormizd-Ardashir (l'odierna Ahvaz), che ad oggi risulta una delle principali città dell'Iran. Promosse inoltre l'ascesa del sacerdote zoroastriano Kartir al grado di sommo sacerdote (mowbed) e diede al profeta manicheo Mani il consenso di diffondere la sua fede.
Fu sotto Ormisda I che il titolo di "re dei re dell'Iran e del non Iran" fece la sua comparsa sulle monete sasanidi; in precedenza, il titolo reale era indicato in maniera più generica con la formula di "re dei re dell'Iran". A Orsmisda I successe il fratello maggiore Bahram I.

## Nome
Il nome di Ormisda (scritto anche Ōhrmazd o Hormozd) è la versione medio persiana del nome della divinità suprema dello zoroastrismo, nota in avestico come Ahura Mazdā. Il termine corrispondente in antico persiano è Auramazdā, mentre la traslitterazione in greco è Hormisdas. Il nome è attestato in armeno con la forma Ormizd e in georgiano come Urmizd. La versione estesa del suo nome era, pressoché con assoluta certezza, "Hormizd-Ardashir", una combinazione di "Hormizd" e "Ardashir", con quest'ultimo che è la forma medio persiana dell'antico persiano Ṛtaxšira (scritto anche Artaxšaçā), che significa "il cui regno è attraverso la verità" (aša).

## Biografia

### Origini
Ormisda era il terzogenito di Sapore I (regnante dal 240 al 270). In base ad una tradizione persiana, Ormisda era ritenuto il figlio della figlia dal nome ignoto di Mithrak, della dinastia achemenide, la cui famiglia era stata sterminata dal primo re sasanide Ardashir I perché un oracolo avrebbe profetizzato che da questa stirpe sarebbe venuto il nuovo re di Persia. All'eccidio sarebbe scampata (sempre secondo questa tradizione) una figlia, salvata da un contadino. Sapore avrebbe poi sposato questa donna, da cui avrebbe avuto Ormisda. I suoi due fratelli maggiori erano Bahram (il maggiore) e Sapore di Maishan, mentre Narsete era suo fratello minore. Ormisda aveva due sorelle di nome Adur-Anahid e Shapurdukhtak. Suo nonno era Ardashir I, il fondatore dell'impero sasanide. I Sasanidi avevano soppiantato l'impero partico come sovrani dell'Iran nel 224, quando Ardashir I sconfisse e uccise l'ultimo re dei re arsacide Artabano IV (r. 213-224) nella battaglia di Hormozdgan.

### Ascesa

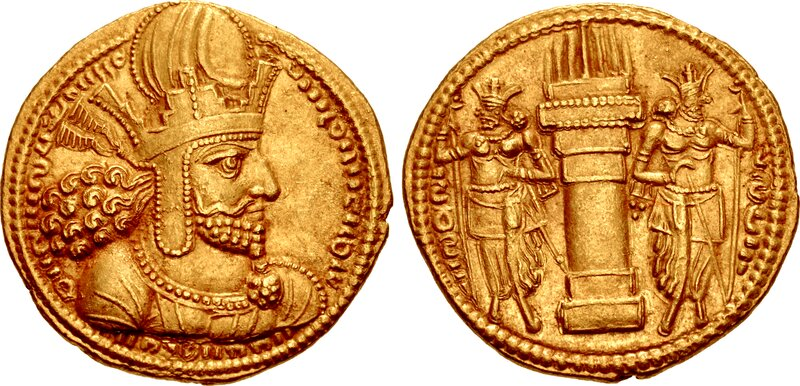
Dinaro d'oro di Sapore I

Ormisda viene menzionato per la prima volta durante le guerre intraprese da Sapore I contro l'impero romano. Fu nominato re dell'Armenia dopo che questa regione venne conquistata da Sapore I nel 252. Molti storici moderni ritengono che Ormisda abbia preso parte alla seconda spedizione romana di Sapore I, che ebbe luogo nelle province romane di Siria, Cilicia e Cappadocia, e che si trascinò dal 253 al 256. Questa versione è avvalorata dai resoconti delle conquiste della Cappadocia. Quest'ultima regione non sembra essere stata l'unica area in cui Ormisda combatté: secondo la Historia Augusta, il ribelle romano Ciriade aiutò Sapore I e un certo Odomaste nella conquista di Antiochia. Se è corretto emendare il nome Odomastes contenuto nei Trenta Tiranni con Oromastes (Ormisda), allora si può confermare la sua partecipazione alle guerre contro i romani, nello specifico al saccheggio della Cappadocia e all'assedio di Antiochia del 252-253.
Ormisda è menzionato nella celebre iscrizione conosciuta come Res gestae divi Saporis sul muro della Ka'ba-ye Zartosht a Naqsh-e Rostam, vicino a Persepoli, nell'Iran meridionale, che Sapore I aveva realizzato per lodare i suoi figli citando i loro nomi e titoli. Nell'iscrizione, Ormisda viene presentato con il titolo di Wuzurg Šāh Arminān ("Grande re degli armeni"). Lo storico armeno del IV secolo Agatangelo afferma che questo titolo veniva assegnato soltanto all'erede dello shahanshah.
Quando Sapore I si trovò sul letto di morte, incoronò Ormisda come nuovo "shahanshah" della Persian nel maggio del 270.

### Regno
Poco si sa del regno di Ormisda. Stando a quanto si è a conoscenza, egli instradò il cammino del zoroastriano Kartir alle fasce più alte del clero, conferendogli il berretto e la cintura (kulāf ud kamarband) e lo nominò sommo sacerdote (mowbed). Come suo padre, anche Ormisda concesse al profeta manicheo Mani di continuare la sua attività di proselitismo. Non è chiaro il motivo per cui Ormisda sostenne Kartir e Mani, i quali si proponevano ambedue come esponenti di religioni differenti. L'iranologo Touraj Daryaee ha suggerito che era forse parte del suo tentativo di controllare entrambe le religioni, che stavano cercando in contemporanea di assumere il primato religioso nell'impero. A giudizio dell'iranologo Prods Oktor Skjærvø, Ormisda assunse lo stesso atteggiamento dei suoi due predecessori, dimostrandosi un «tiepido zoroastriano». Al sovrano in esame gli viene solitamente conferito l'epiteto di nēw o yaxī/yaxē (entrambi significano "coraggioso") nelle fonti manichee in medio iranico, forse un riferimento ai suoi successi in guerra. Fu forse sotto Ormisda che le due festività per il Capodanno (Nawrūz), nel mese di farvardin (marzo-aprile), furono assimilate in un'unica celebrazione dalla durata di sei giorni. Nelle fonti primarie, Ormisda è ritenuto con grande verosimiglianza il fondatore della città di Hormizd-Ardashir (l'odierna Ahvaz); tuttavia, un filone minoritario considerava Ardashir I come suo fondatore. Gli storici moderni, riprendendo lo Šahrestānīhā ī Ērānšahr del tardo VIII secolo, considerano Ormisda il suo vero fondatore. Fondò inoltre la città di Ram-Hormizd-Ardashir, che significa "la pace di Ardashir di Ormisda", abbreviata in Ram-Hormizd. Rifondò la città di Artemita con il nome di Dastagird, la cui residenza reale sarebbe divenuta in seguito un centro importante per gli shahanshah Cosroe I (r. 531-579) e Cosroe II (r. 590-628). A Ormisda non successe suo figlio Hormozdak, ma suo fratello Bahram, che divenne noto come Bahram I e salì al trono con l'aiuto di Kartir. Secondo una leggenda priva di appigli storici, Ormisda fu sepolto a Ram-Hormizd.

## Monetazione e ideologia imperiale

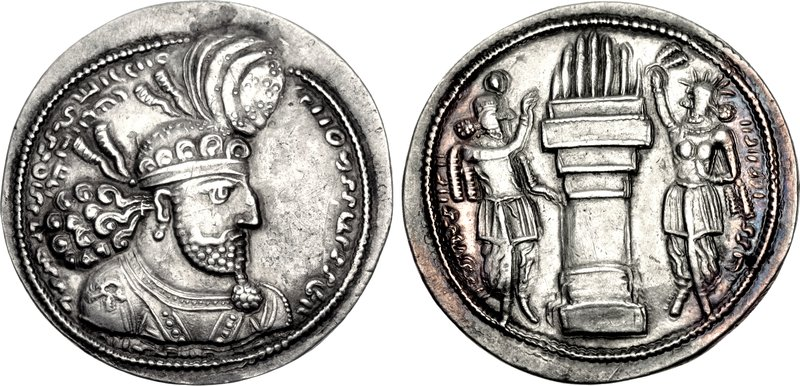
Dracma di Ormisda I

Mentre Ardashir I e Sapore I generalmente impiegarono il titolo di "re dei re dell'Iran" sulle proprie monete, Ormisda apportò una lieve modifica, aggiungendo l'espressione "e del non Iran". Il suo titolo completo recitava quindi «sua maestà mazdeista, il divino Ormisda, re dei re dell'Iran e del non Iran, il cui seme deriva dagli dei». La locuzione "e dei non ariani" era già in uso nelle iscrizioni di Sapore I, e in rari casi coniata sui suoi denari, ma divenne una consuetudine in concomitanza con Ormisda. L'estensione del titolo dimostra l'incorporazione di nuovi territori nell'impero, malgrado non sia certo cosa si indicasse precisamente con "non ariani" (aneran). Il rovescio della moneta di Ormisda raffigura due sentinelle, un'aggiunta compiuta per la prima volta da Sapore I, sulla cui moneta entrambi sono raffigurati con delle corone murarie mentre si guardano l'un l'altro con il tempio di fuoco al centro e in secondo piano. È molto probabilmente che rappresentassero una metafora dello scià. Nella monetazione di Ormisda, i servitori sono rivolti verso il tempio e indossano corone diverse. La figura a sinistra rappresenta il sovrano sasanide, mentre la figura a destra, a seconda dell'interpretazione che ne viene data, rappresenta la divinità iranica Mitra o Anahita.

### Esplicative
1. ↑  In medio persiano: Mazdēsn bay Ōhrmazd šāhān šāh Ērān ud Anērān kēčihr az yazdān: Schindel (2013), p. 836.

### Bibliografiche
1. 1 2 3 4 5 6 7 8 9 10 11 12 13 14 15 16  Shayegan (2004), pp. 462-464.
2. ↑  Vevaina e Canepa (2018), p. 1110.
3. ↑  Schmitt e Bailey (1986), pp. 445-465.
4. ↑  Rapp (2014), pp. 341-343.
5. ↑  Schmitt (1986), pp. 654-655.
6. ↑  Wiesehöfer (1986), pp. 371-376.
7. 1 2 3  Shahbazi (1988), pp. 514-522.
8. ↑  Pourshariati (2008), pp. 46-47.
9. ↑  Brosius (2000).
10. ↑  Gignoux (1983), p. 472.
11. 1 2 3 4  Shahbazi (2005).
12. ↑  Kia (2016), p. 233.
13. 1 2  Weber (2016).
14. ↑  Ṭabarī, v. 5, pp. 39, 43.
15. ↑  Daryaee (2009), p. 76.
16. ↑  Kia (2016), p. 246.
17. 1 2  Daryaee (2009), p. 10.
18. ↑  Skjærvø (2012).
19. ↑  Stausberg, Vevaina e Tessmann (2015), p. 383.
20. ↑  Jalalipour (2015), pp. 15-16.
21. 1 2  Badiyi (2020), p. 210.
22. ↑  Brunner (1983), p. 758.
23. 1 2  Schindel (2013), p. 836.
24. 1 2  Shayegan (2013), p. 805.
25. ↑  Curtis e Stewart (2008), pp. 21, 23.
26. 1 2 3  Schindel (2013), p. 835.
27. ↑  Curtis e Stewart (2008), p. 24.

### Fonti primarie
- (EN) Ṭabarī, The History of Al-Ṭabarī, a cura di Ehsan Yar-Shater, vol. 40, Albany, State University of New York Press, 1985-2007.

### Fonti secondarie
- (EN) Bahram Badiyi, Cities and Mint Centers Founded by the Sasanians, in Ancient Iranian Numismatics, 2020,  pp. 203-233.
- (EN) Maria Brosius, Women i. In Pre-Islamic Persia, su Ehsan Yarshater, Encyclopædia Iranica, iranicaonline.org, online, Encyclopædia Iranica Foundation, 2000.
- (EN) Christopher Brunner, Geographical and Administrative divisions: Settlements and Economy, in Ehsan Yarshater, The Cambridge History of Iran, 3(2): The Seleucid, Parthian and Sasanian Periods, Cambridge, Cambridge University Press, 1983,  pp. 747-778, ISBN 978-05-21-24693-4.
- (EN) Vesta Sarkhosh Curtis e Sarah Stewart, The Sasanian Era, I.B. Tauris, 2008, ISBN 978-08-57-71972-0.
- (EN) Touraj Daryaee, Sasanian Persia: The Rise and Fall of an Empire, Londra, I.B. Tauris, 2009, ISBN 978-1-85043-898-4.
- (EN) Ph. Gignoux, Ādur-Anāhīd, in Ehsan Yarshater, Encyclopædia Iranica, I/5: Adat–Afghanistan, Londra e New York, Routledge & Kegan Paul, 1983, ISBN 978-0-71009-094-2.
- (EN) Saeid Jalalipour, The Arab Conquest of Persia: The Khūzistān Province before and after the Muslims Triumph (PDF), in Sasanika.
- (EN) Mehrdad Kia, The Persian Empire: A Historical Encyclopedia, ABC-CLIO, 2016, ISBN 978-16-10-69391-2.
- (EN) Parvaneh Pourshariati, Decline and Fall of the Sasanian Empire: The Sasanian-Parthian Confederacy and the Arab Conquest of Iran, I.B. Tauris, 2008, ISBN 978-1-84511-645-3.
- (EN) Stephen H. Rapp, The Sasanian World through Georgian Eyes: Caucasia and the Iranian Commonwealth in Late Antique Georgian Literature, Ashgate Publishing, Ltd, 2014, ISBN 978-14-72-42552-2.
- (EN) Nikolaus Schindel, Sasanian Coinage, in Daniel T. Potts, The Oxford Handbook of Ancient Iran, Oxford University Press, 2013, ISBN 978-01-99-73330-9.
- (EN) Rüdiger Schmitt e Harold W. Bailey, Armenia and Iran iv. Iranian influences in Armenian Language, in Encyclopaedia Iranica, II, Fasc. 4-5,  pp. 445-465.
- (EN) Rüdiger Schmitt, Artaxerxes, in Ehsan Yarshater, Encyclopædia Iranica, II/6: Art in Iran I-ʿArūż, Londra e New York, Routledge & Kegan Paul, 1986,  pp. 654-655, ISBN 978-0-71009-106-2.
- (EN) A. Shapur Shahbazi, Bahrām I, in Encyclopaedia Iranica, III, Fasc. 5, 1988,  pp. 514-522.
- (EN) A. Shapur Shahbazi, Sasanian Dynasty, in Encyclopædia Iranica, 2005.
- (EN) M. Rahim Shayegan, Hormozd I, in Encyclopaedia Iranica, XII, Fasc. 5, 2004,  pp. 462-464.
- (EN) M. Rahim Shayegan, Sasanian Political Ideology, in Daniel T. Potts, The Oxford Handbook of Ancient Iran, Oxford University Press, 2013, ISBN 978-01-99-73330-9.
- (EN) Prods Oktor Skjærvø, Kartīr, in Encyclopædia Iranica, 2012.
- (EN) Michael Stausberg, Yuhan Sohrab-Dinshaw Vevaina e Anna Tessmann, The Wiley Blackwell Companion to Zoroastrianism, John Wiley & Sons, Ltd., 2015.
- (EN) Yuhan Vevaina e Matthew Canepa, Ohrmazd, in Oliver Nicholson, The Oxford Dictionary of Late Antiquity, Oxford, Oxford University Press, 2018, ISBN 978-0-19-866277-8.
- (EN) Ursula Weber, Narseh, in Encyclopædia Iranica.
- (EN) Joseph Wiesehöfer, Ardašīr I i. History, in Ehsan Yarshater, Encyclopædia Iranica, II/4: Architecture IV–Armenia and Iran IV, Londra e New York, Routledge & Kegan Paul, 1986,  pp. 371-376, ISBN 978-0-71009-104-8.